# The Rockers (album)
The Rockers è un album di Alborosie, pubblicato il 26 agosto 2016.

## Tracce
1. Fire In The Dark (feat. Elisa)
2. Il Mondo 2016 (feat. Jovanotti)
3. A Piedi Scalzi (feat. Giuliano Sangiorgi)
4. Sugar Boy (feat. Fedez & Sandy Smith)
5. Volume Unico (feat. Caparezza)
6. Ormai (feat. Nina Zilli)
7. Hustlers Never Sleep (feat. Boomdabash)
8. Dritto Nel Cuore (feat. Africa Unite)
9. Illusione (feat. Sud Sound System)
10. Milano (feat. Vacca)
11. My Generation (feat. 99 Posse)
12. C'est la vie (feat. Apres La Classe)